# Mario Alberti (auteur)
Pour les articles homonymes, voir Mario Alberti et Alberti.
 (novembre 2018).
Si vous disposez d'ouvrages ou d'articles de référence ou si vous connaissez des sites web de qualité traitant du thème abordé ici, merci de compléter l'article en donnant les références utiles à sa vérifiabilité et en les liant à la section « Notes et références ».
Mario Alberti, né le 7 mai 1965 à Trieste, est un scénariste et dessinateur de bande dessinée.

## Biographie
Diplômé en économie et commerce avec comme sujet de thèse « la distribution éditoriale de la bande dessinée », il commence son parcours de professionnel en 1990 avec Holly Conick, une nouvelle, publiée dans Fumo di China.
En 1991, il entame sa collaboration avec la revue Intrepido, dessinant quelques livres ainsi que quelques épisodes de la série Dipartimento ESP sur les textes de Michelangelo La Neve.
En 1993, il rejoint la maison d’édition Sergio Bonelli travaillant pour la collection Nathan Never.
En 1994 avec Le Chant de la Baleine, numéro 31 de la série, il gagne le prix Albertarelli[réf. nécessaire].
En 1994, il travaille encore sur les albums de Legs Weaver, toujours pour la Bonelli puis en 1999, il entreprend la mise en scène pour la même collection, en écrivant un album spécial L’immortel.
En 2000, démarre sa collaboration avec Luca Enoch, auquel il propose de préparer un projet pour la France, la série Morgana, publiée à partir de 2002 pour les Éditeurs Français Les Humanoïdes Associés. Morgana est également publiée en Espagne, au Portugal, en Allemagne, en Italie ainsi qu’aux États-Unis. La publication du 4e tome date de 2006. Depuis lors, la publication de la série a été définitivement arrêtée. Deux autres tomes étaient prévus. 
Depuis 2004 et encore pour Les Humanoïdes Associés, avec les textes de Kurt Busiek, Alberti dessine la série Redhand.
Il illustre quelques couvertures de la série Jonathan Steele de Federico Menola, éditée par Star Comics.
Depuis 2006, il collabore avec DC Comics, réalisant de nombreuses couvertures dont Aquaman, Wonder Woman, Dr Fate et Shadowpact.